# Kevin Doyle (skuespiller)
Kevin Doyle er en engelsk skuespiller. Han er bedst kendt for at spille valet(footman Joseph Molesley i ITV's tv-serie Downton Abbey, og Detective Sergeant (DS) John Wadsworth i Happy Valley samt John Parr i tv-serien The Lakes. Han har også optrådt i Coronation Street og The Crimson Field.
Han har modtaget to Screen Actors Guild awards og en Royal Television Society award for Best Actor for sin rolle i Happy Valley. Han optrådte i Poirot episodem “After the Funeral” i 2005 som Inspector Morton.

## Filmografi

### Film
| År   | Titel                                    | Rolle           | Noter      |
| ---- | ---------------------------------------- | --------------- | ---------- |
| 1996 | A Midsummer Night's Dream                | Demetrius       |            |
| 2004 | The Libertine                            | Constable       |            |
| 2008 | Good                                     | Commandant      |            |
| 2018 | Ready to Go                              | Lance           | Short film |
| 2019 | Downton Abbey                            | Joseph Molesley |            |
| 2022 | Downton Abbey: A New Era                 | Joseph Molesley |            |
| 2025 | Untitled Downton Abbey: A New Era sequel | Joseph Molesley | Filming    |

### Television
| Year      | Title                         | Character                           | Production          | Notes                                                                        |
| --------- | ----------------------------- | ----------------------------------- | ------------------- | ---------------------------------------------------------------------------- |
| 1984      | Keep on Running               | Neil Pearson                        |                     | TV movie                                                                     |
| 1984      | Sharing Time                  | Mark                                |                     | Episode: “Autumn Break”                                                      |
| 1984      | Shine on Harvey Moon          | Man in Club                         |                     | Episode: “I’m Gonna Wash That Man Right Out of My Hair”                      |
| 1985      | Blott on the Landscape        | Waiter                              | BBC                 | Episode: “A Phone Call”                                                      |
| 1986      | Auf Wiedersehen, Pet          | Detective Sergeant Laurence         | ITV/Central/Witzend | Episode: “A Law for the Rich”                                                |
| 1987      | Coronation Street             | Hugh Ridley                         | ITV                 | 2 episodes                                                                   |
| 1994      | The Stand                     | Sarge                               |                     | Episodes: “The Plague”, “The Dreams”                                         |
| 1997–1999 | The Lakes                     | John Parr/John Fisher               | BBC                 | 13 episodes                                                                  |
| 1998      | Silent Witness                | Martin Evans                        | BBC                 | Episode: "An Academic Exercise"                                              |
| 1999      | Holby City                    | Simon Harwood                       | BBC                 | Episodes: “Whose Heart Is It Anyway?”, “Happy Families” and “Love and Death” |
| 1999      | Badger                        | Detective Inspector David Armitage  | BBC                 | 13 episodes                                                                  |
| 2000      | North Square                  | Judge Michael Arbuthnot             | Channel 4           | 2 episodes                                                                   |
| 2000      | At Home with the Braithwaites | Mike Hartnoll                       | ITV                 | 21 episodes: 2000–03                                                         |
| 2001      | Always and Everyone           | Carl                                | ITV                 | 1 episode                                                                    |
| 2003      | Murphy's Law                  | Richard Mooney                      | BBC                 | Episode: “Electric Bill”                                                     |
| 2003      | The Eustace Bros.             | Ian Wardinski                       | BBC                 | 1 episode                                                                    |
| 2004      | Down to Earth                 | Colin Drake                         | BBC                 | Episode: “Can’t Buy You Love”                                                |
| 2004      | Blue Murder                   | Larry                               | ITV                 | Episode: “Lonely”                                                            |
| 2004      | Blackpool                     | Steve                               | BBC                 | 6 episodes                                                                   |
| 2004      | Midsomer Murders              | Ferdy Villiers                      | ITV                 | Episode: “Ghosts of Christmas Past”                                          |
| 2004      | Casualty                      | Barry Ricks                         | BBC                 | Episodes: “The Ties That Bind Us: Part 1 & 2”                                |
| 2005      | The Rotters' Club             | Colin Trotter                       | BBC                 | 3 episodes                                                                   |
| 2005      | The Last Detective            | Alan Kingwell                       | ITV                 | Episode: “Willesden Confidential”                                            |
| 2005      | Afterlife                     | Roy Tufnell                         | ITV                 | Episode: “Lower Than Bones”                                                  |
| 2005      | The Brief                     | Will Browning                       | ITV                 | Episode: “The Architect’s Wife”                                              |
| 2006      | Wild at Heart                 | Richard Chapman                     | ITV                 | 1 episode                                                                    |
| 2006      | Agatha Christie’s Poirot      | Inspector Morton                    | ITV                 | Episode: “After the Funeral”                                                 |
| 2006      | Brief Encounters              | Mark Deary                          | BBC                 | Episode: “Ted”                                                               |
| 2006      | Drop Dead Gorgeous            | Howard Crane                        | BBC                 | 9 episodes: 2006–07                                                          |
| 2006      | Casualty                      | Dennis Tooms                        | BBC                 | Episode: “In Good Faith”                                                     |
| 2006      | The Bill                      | David Coles                         | ITV                 | Episode: “‘Bad Day in the Office”                                            |
| 2007      | Foyle’s War                   | Michael Richards                    | ITV                 | Episode: “Casualties of War”                                                 |
| 2007      | Dalziel and Pascoe            | Adam Bolt                           | BBC                 | Episode: “Project Aphrodite: Part 1 & 2”                                     |
| 2007      | The Royal                     | Ralph Fleming                       | ITV                 | Episode: “Coming to the Boil”                                                |
| 2007      | Secret Diary of a Call Girl   | Lewis                               | ITV                 | 1 episode                                                                    |
| 2007      | Heartbeat                     | Anthony Barlow                      | ITV                 | Episode: “Burying the Past”                                                  |
| 2008      | Trial and Retribution         | Keane                               | ITV                 | Episode: “Tracks: Part 1”                                                    |
| 2008      | HolbyBlue                     | Sean Burrows                        | BBC                 | 3 episodes                                                                   |
| 2008      | Inspector George Gently       | Robert Stratton                     | BBC                 | Episode: “Bomber’s Moon”                                                     |
| 2008      | Silent Witness                | Chistopher Andrews                  | BBC                 | Episode: “Finding Rachel: Part 1 & 2”                                        |
| 2009      | Casualty                      | Alan Callerton                      | BBC                 | Episode: “Midday Sun”                                                        |
| 2009      | Paradox                       | Harry Phelps                        | BBC                 | 1 episode                                                                    |
| 2009      | The Tudors                    | John Constable                      | CBC/TV3             | 3 episodes                                                                   |
| 2009      | The Bill                      | Brendan Lawler                      | ITV                 | Episode: “Old Habits”                                                        |
| 2010      | Survivors                     | Mr Stevens                          | BBC                 | 1 episode                                                                    |
| 2010      | Five Days                     | Prof Paul Askew                     | BBC                 | 1 episode                                                                    |
| 2010      | Vexed                         | Andrew Bridgley                     | BBC                 | 1 episode                                                                    |
| 2010      | Law & Order: UK               | Paul Darnell                        | ITV                 | Episode: “Hounded”                                                           |
| 2010      | Little Crackers               | Dick                                |                     | “Jo Brand’s Little Cracker Goodbye Fluff”                                    |
| 2010–2015 | Downton Abbey                 | Joseph Molesley                     | ITV                 | 46 episoder                                                                  |
| 2011      | Midsomer Murders              | Paddy Powell                        | ITV                 | Episode: “The Oblong Murders”                                                |
| 2011–2012 | Scott & Bailey                | Geoff Hastings                      | ITV                 | 5 episodes                                                                   |
| 2012      | Secrets and Words             | Mr. Edwards                         | BBC                 | Episode: “The Crossing”                                                      |
| 2012      | Accused                       | Ferris                              | BBC                 | Episode: “Tina’s Story”                                                      |
| 2012      | Room at the Top               | Mr. Thompson                        | BBC                 | 2 episodes                                                                   |
| 2012      | New Tricks                    | David Kemp                          | BBC                 | Episode: “Love Means Nothing in Tennis”                                      |
| 2014      | The Crimson Field             | Roland Brett                        | BBC                 | 6 episodes                                                                   |
| 2015      | A.D. The Bible Continues      | Joseph of Arimathea                 | NBC                 | TV miniseries, 6 episodes                                                    |
| 2016      | Happy Valley                  | DS John Wadsworth                   | BBC                 | 6 episodes                                                                   |
| 2016      | Reg                           | Returning officer                   | BBC                 | TV film                                                                      |
| 2016      | Paranoid                      | Ghost Detective/Steffan Fairweather | ITV/Netflix         | 7 episodes                                                                   |
| 2017      | Doc Martin                    | Jack Newcross                       | ITV                 | Episode: “Faith”                                                             |
| 2019      | Death in Paradise             | Terry Brownlow                      | BBC                 | Episode 8.3: “Wish You Weren’t Here”                                         |
| 2020      | Miss Scarlet and The Duke     | Henry Scarlet                       | A&E International   | 5 episodes                                                                   |
| 2021      | Silent Witness                | Governor Matt Blake                 | BBC                 | Episode: "Redemption"                                                        |
| 2021      | The Witcher                   | Ba’lian                             | Netflix             | 2 episodes                                                                   |
| 2022      | Sherwood                      | Fred Rowley                         | BBC                 |                                                                              |
| 2023      | Vera                          | Ronnie Brown                        | ITV                 | Episode: "The Darkest Evening"                                               |

### Teater
Doyle har arbejdet meget på teatre, og har medvirket i over to produktioner med Royal Shakespeare Company (RSC).
| Titel                               | Scene                                    | Rolle                    |
| ----------------------------------- | ---------------------------------------- | ------------------------ |
| NSFW by Lucy Kirkwood               | Royal Court Theatre                      | Mr Bradshaw              |
| Spur of the Moment by Anya Reiss    | Royal Court Theatre                      | Nick Evans               |
| The White Guard by Mikhail Bulgakov | National Theatre                         | Colonel Vladimir Talberg |
| For King and Country                | Touring Partnership                      | Padre                    |
| The Mob                             | Orange Tree                              | Stephen More             |
| Henry V                             | RSC                                      | Ely                      |
| Coriolanus                          | RSC                                      | Nicanor                  |
| A Midsummer Night's Dream           | RSC                                      | Demetrius                |
| Romeo og Julie                      | RSC                                      | Benvolio                 |
| Hamlet                              | Haworth Shakespeare Festival, New Jersey | Hamlet                   |
| Hay Fever                           | Cambridge Theatre Company                | Simon Bliss              |
| Richard III                         | RSC                                      | Grey                     |
| Mutabililitie by Frank McGuinness   | National Theatre                         | Commandant               |
| Before the Dawn by Kate Bush        | Hammersmith Apollo                       | Astronomer               |